# Fours à chaux de Chartres-de-Bretagne
Les fours à chaux est un édifice de la commune de Chartres-de-Bretagne, dans le département d’Ille-et-Vilaine en région Bretagne.

## Localisation
Ils se trouvent au centre du département et à l'ouest du bourg de Chartres-de-Bretagne, entre la rue du Callouët et la rue des Fours-à-Chaux. 

## Historique
Les fours à chaux date de 1865 et 1876. 
Ils sont inscrits au titre des monuments historiques depuis le 21 mai 1987,. À environ 500 mètres se trouve l'usine de chaux de la Lormandière qui est simplement inventoriée,.

## Architecture
Les 7 fours sont aujourd'hui éventrés.